# Mundelsheim
Mundelsheim település Németországban, azon belül Baden-Württembergben. Lakosainak száma 3539 fő (2023. december 31.).

## Népesség
A település népessége az elmúlt években az alábbi módon változott:
| Lakosok száma | 2152 | 2300 | 2498 | 2856 | 2830 | 3042 | 3168 | 3197 | 3237 | 3539 |
|               | 1961 | 1967 | 1974 | 1980 | 1987 | 1993 | 2000 | 2006 | 2013 | 2023 |